# Лучанінов Дмитро Григорович
Дмитро Григорович Лучанінов — солдат підрозділу Збройних Сил України, учасник російсько-української війни, що загинув у ході російського вторгнення в Україну в 2022 році.

## Життєпис
Народився 28 травня 1991 року в м. Києві.
Загинув 17 березня 2022 року в боях з російськими окупантами в ході відбиття російського вторгнення в Україну в Донецькій області.

## Нагороди
- орден «За мужність» III ступеня (2022, посмертно) — за особисту мужність і самовіддані дії, виявлені у захисті державного суверенітету та територіальної цілісності України, вірність військовій присязі.